# Arco toral

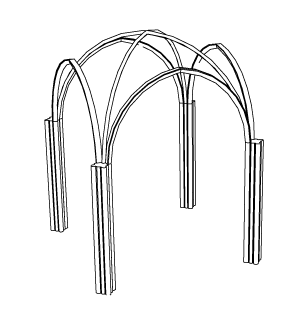
Cuatro arcos torales, en este caso, apuntados.

Un arco toral es un elemento estructural, cada uno de los cuatro arcos sobre los que generalmente descansa una cúpula u otro tipo de cubierta elevada en un crucero u otro espacio arquitectónico similar.
También es el arco transversal a una nave que sustenta a la bóveda o el arco que separa dos bóvedas situadas una a continuación de otra en una nave formada por bóvedas de arista o crucería, y perpendicular al eje de estas.